# Neodolodus
Neodolodus es un género extinto de mamífero litopterno perteneciente a la familia de los proterotéridos, que vivió durante el Mioceno medio en el sur de Colombia. Fue nombrado originalmente por Hoffstetter y Soria en 1986, a partir de restos hallados de las formaciones La Victoria y Villavieja del Grupo Honda. La especie tipo, N. colombianus se conoce de restos del cráneo, dientes, y elementos de sus extremidades delanteras y posteriores. Neodolodus fue posteriormente clasificado como una especie de los géneros Prothoatherium y Lambdaconus, pero le fue restaurado su estatus como género independiente por McGrath y colaboradores en 2020. Este taxón fue recuperado en un análisis filogenético como el taxón hermano de Protheosodon, entre otros géneros de proterotéridos como Picturotherium y Anisolophus.